# Монктон Вайлдкетс
«Монктон Вайлдкетс» (укр. Монктонські Дикі Коти) — канадський юніорський хокейний клуб, котрий представляє атлантичний дивізіон Головної юніорської хокейної ліги Квебеку. Їхня домашня арена, Монктонський Колізей, знаходиться в Монктоні, що в провінції Новий Брунсвік, Канада.
Заснований перед початком сезону 1995-96 років під назвою «Монктон Алпайнс». З сезону 96-97 років має теперішню назву.
«Дикі коти» двічі вигравали Президентський кубок, головний трофей ліги. Змагалася команда і за Меморіальний кубок, але в 2006 році «Монктон» зупинився лише за крок до перемоги, поступившись в фіналі клубу «Квебек Ремпартс».
Найвідомішими гравцями, котрі в різні роки виступали в команді, є: Жан-Себастьян Обен, Дмитро Калінін, Франсуа Бошемін, Стів Берньє, Дмитро Афанасєнков, Мартіньш Карсумс, Люк Бурдон, Патрік Торесен, Джонні Одуйа, Євген Артюхін, Олексій Тезіков, Кіт Яндл, Кирило Кабанов, Філіпп Дюпві.